# Internationale Automobil-Ausstellung
Internationale Automobil-Ausstellung (IAA) je izložba automobila koja se svake neparne godine u rujnu održava u Frankfurtu na Majni (automobili), a parne godine u Hannoveru (gospodarska vozila). IAA je najveća svjetska izložba automobila, a njezino se održavanje izmijenjuje s pariškim Mondial de l'Automobile.

## Povijest
Prvi IAA se je održao 1897. godine u Berlinu. Onda su bili samo 8 automobila izloženi. 1921. godine su bili 67 proizvođača automobila na IAA. 
1939. godine je bila predstava novog Volkswagena, Bube.
Prvi IAA poslije Drugog svjetskog rata odvio se 1951. godine u Frankfurtu. 
Od 1989. godine se je podijelilo u izložbe za aute i za gospodarska vozila.
2005. godine su bili prvi put isto kineski proizvođači na IAA.

## IAA 2005.
2005. IAA je posjetilo oko 940,000 posjetitelja, a među važnijim premijerama serijskih automobila bili su:
- Audi Q7
- Bentley Azure
- Fiat Grande Punto
- Honda Civic
- Jaguar XK
- Mercedes-Benz S-klasa
- Peugeot 407 Coupé
- Porsche Cayman
- Renault Clio
- Saab 9-5
- Seat León
- Volkswagen Eos
- Volkswagen Golf R32
- Volvo C70

### Koncept auti na IAA 2005.
- BMW Z4 Coupé
- Citroën C-SportLounge
- Ford Iosis
- Ford Synus
- Jeep Compass Rallye
- Jeep Patriot
- Maybach Exelero
- Mazda Sassou
- Mercedes-Benz Vision R 63 AMG
- Mini Traveller Concept
- Opel Antara GTC
- Peugeot 20Cup
- Peugeot Moovie
- Renault Egeus
- smart crosstown
- Mitsubishi Concept Sportback

## IAA 2007.
- Aston Martin DBS
- Aston Martin V8 Vantage N400
- Aston Martin DB9 LM
- Audi A4
- Audi RS6
- Audi A8 facelift
- Bentley Continental GT Speed facelift
- BMW serije 1 coupé
- BMW serije 6 facelift
- BMW M3 coupé
- BMW X6
- Cadillac BLS karavan
- Citroën C-Airscape
- Dodge Journey
- Ferrari F430 Scuderia
- Ford Focus facelift
- Ford Verve concept
- Jaguar XF
- Kia Kee concept
- Kia Eco Cee'd concept
- Kia Pro Cee'd
- Lamborghini Reventón
- Mazda 6
- Maybach 62S
- Mercedes-Benz F700 concept
- Mercedes-Benz ML450 Bluetec Hybrid
- Mercedes-Benz S400 Bluetec
- Mini Clubman
- Opel Agila (nova generacija)
- Peugeot 207 SW (estate)
- Peugeot 308
- Porsche 911 GT2 Model 997
- Porsche Cayenne GTS - brži Cayenne
- Renault Clio Estate
- Renault Laguna (nova generacija)
- Saab 9-3 Turbo-X XWD a.k.a. Black Turbo.
- Seat Tribu
- Suzuki Splash
- Škoda Fabia Combi (nova generacija)
- Volkswagen Up! concept
- Wiesmann GT MF5 (Wiesmann GT s BMW M5 E60 S85 V10 motorom)

## Vanjska poveznica
- Službene internet stranice